# Podsafe
Der Begriff Podsafe wurde durch das Podcasting geprägt und bezeichnet Werke, meist Musikstücke, die so lizenziert sind, dass sie kostenlos in den USA für Podcasts verwendet werden dürfen. Oft sind diese Werke generell frei verfügbar, allerdings ist es auch möglich, dass ein Titel nur zur kostenlosen Verwendung für Podcasts freigegeben ist, bei anderen Verbreitungswegen (z. B. Radio oder Fernsehen) jedoch eine Gebühr zu zahlen ist. In Deutschland und der Schweiz können die Werke auch von GEMA oder SUISA verwertet werden und entsprechende Gebühren werden fällig. 
Für die Rechteinhaber hat eine solche Lizenzierung mehrere Vorteile. 
Podcasts werden meist privat und ohne kommerzielle Absichten produziert. Dadurch bekommen die Urheber nicht das Gefühl ausgenutzt zu werden, wie es vielleicht bei TV-Produktionen der Fall wäre. Obwohl durch Podcasts ein großes, teilweise auch internationales Publikum angesprochen wird, ist dieses meist auf der Suche nach frischen Ideen und Alternativen abseits des Mainstreams. Für den Künstler ist Podcasting also eine effektive Methode, sich und seine Werke bei seiner Zielgruppe bekannt zu machen. Wird die Musik in einem Music Podcast gespielt, so geschieht dies meist mit einer Ankündigung, in der Informationen wie die Adresse der Bandhomepage, ein evtl. erschienenes Album oder Termine für Live-Auftritte der Band bekannt gegeben werden.